# IL17F
IL17F (англ. Interleukin 17F) – білок, який кодується однойменним геном, розташованим у людей на 6-й хромосомі. Довжина поліпептидного ланцюга білка становить 163 амінокислот, а молекулярна маса — 18 045.
| 10         |  | 20         |  | 30         |  | 40         |  | 50         |
| ---------- |  | ---------- |  | ---------- |  | ---------- |  | ---------- |
| MTVKTLHGPA |  | MVKYLLLSIL |  | GLAFLSEAAA |  | RKIPKVGHTF |  | FQKPESCPPV |
| PGGSMKLDIG |  | IINENQRVSM |  | SRNIESRSTS |  | PWNYTVTWDP |  | NRYPSEVVQA |
| QCRNLGCINA |  | QGKEDISMNS |  | VPIQQETLVV |  | RRKHQGCSVS |  | FQLEKVLVTV |
| GCTCVTPVIH |  | HVQ        |  |            |  |            |  |            |

A: Аланін

C: Цистеїн

D: Аспарагінова кислота

E: Глутамінова кислота

F: Фенілаланін

G: Гліцин

H: Гістидин

I: Ізолейцин

K: Лізин

L: Лейцин

M: Метіонін

N: Аспарагін

P: Пролін

Q: Глутамін

R: Аргінін

S: Серин

T: Треонін

V: Валін

W: Триптофан

Кодований геном білок за функцією належить до цитокінів. 
Секретований назовні.